# Rovskinnbaggar
Rovskinnbaggar (Reduviidae) är en familj i insektsordningen halvvingar. Familjen omfattar cirka 6 700 arter och finns representerad över i stort sett hela världen. Störst är artrikedomen i världens varmare delar. Rovskinnbaggar är predatorer som angriper andra insekter, men några arter kan suga blod från ryggradsdjur.

## Kännetecken

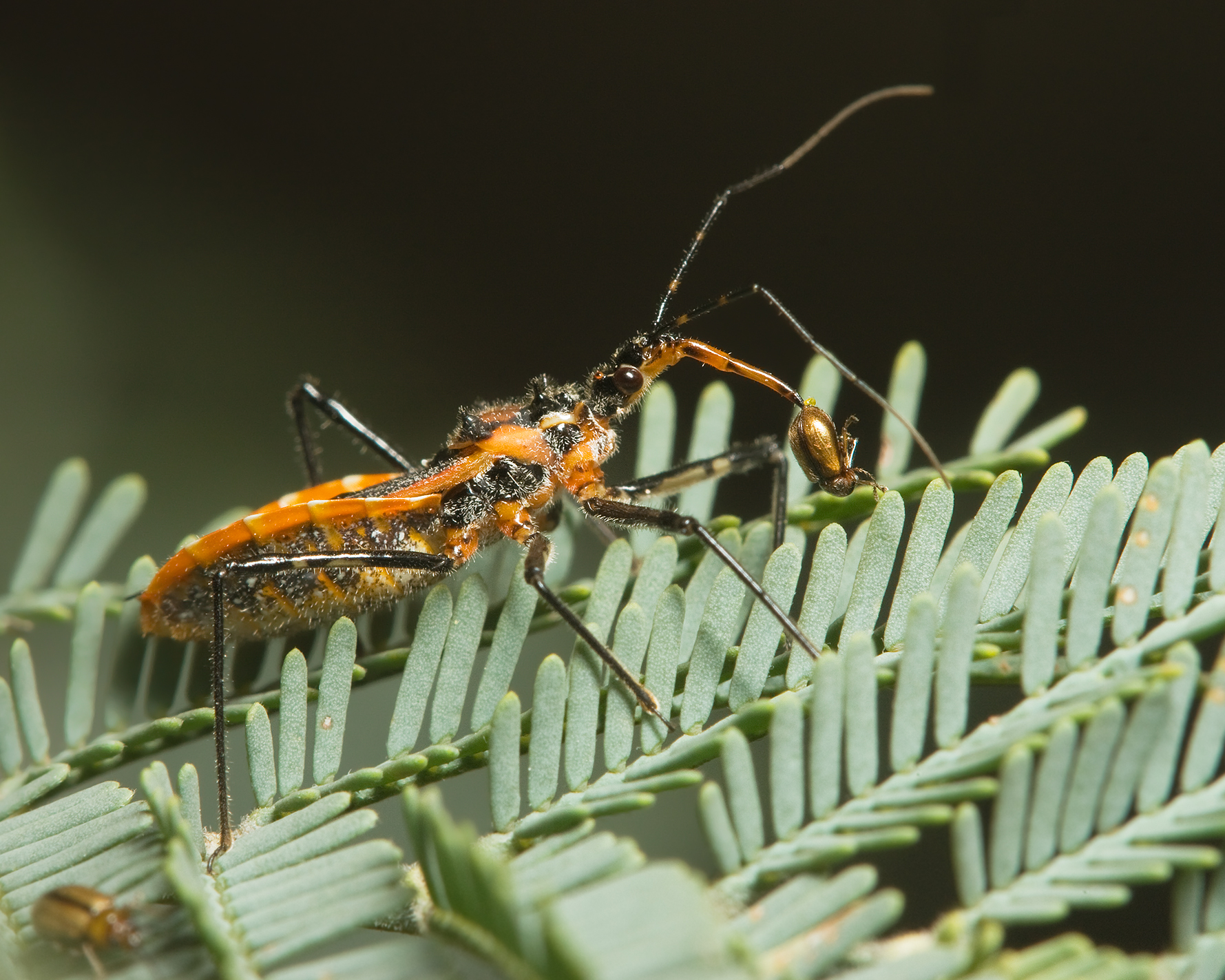
Gminatus australis

Som imago varierar arternas längd mellan 3 och 40 millimeter. Kroppen är vanligen lite tillplattad och har sedd ovanifrån en avlång och lite oval form. Huvudet är vanligen ganska långsträckt och mundelarna är stickande och sugande. Antennerna är tämligen långa och tunna och har fyra leder. Partiet mellan huvudet och halsskölden är ofta smalt, det ser närmast ut som om insekten har en "hals". Många arter har välutvecklade vingar och god flygförmåga, men hos en del arter är vingarna reducerade. Benen är ofta långa. Några arter som har mycket fin och smal kroppsbyggnad liknar med sina långa ben närmast myggor. De flesta arter har ganska mörk färg, variationer med brun, röd, svart eller orange är vanligt, men några kan också vara gröna.

## Levnadssätt
Rovskinnbaggar kan bara inta flytande föda. De angriper ett byte genom att sticka det med sin sugsnabel och sprutar in enzymer för att lösa upp bytets vävnad till en "soppa" som de kan suga i sig. Rovskinnbaggar kan även stickas i självförsvar och ett sting av de större arterna kan vara smärtsamt även för en människa. Som andra halvvingar har de ofullständig förvandling och genomgår flera nymfstadier.

## Nyttodjur
En del rovskinnbaggar används för biologisk kontroll av skadeinsekter och i varmare områden, där de förekommer talrikt, har de troligen en viktig naturlig roll i att hålla nere antalet skadeinsekter. 

## Smittspridare
Några arter av rovskinnbaggar kan sprida sjukdomar till människan, som exempelvis arter i underfamiljen Triatominae. 
Blodsugande rovskinnbaggar är en känd vektor för parasiten Trypanosoma cruzi, som orsakar Chagas sjukdom.

## Svenska arter
- Empicoris culiciformis
- Empicoris vagabundus
- Pygolampis bidentata
- Coranus aethiops
- Coranus subapterus
- Rhynocoris annulatus
- Rhynocoris iracundus
- Smutsstinkfly (Reduvius personatus)